# 1re division d'infanterie « Tadeusz Kościuszko »
Pour les articles homonymes, voir 1re division.
Ne doit pas être confondu avec 1re division d'infanterie polonaise.

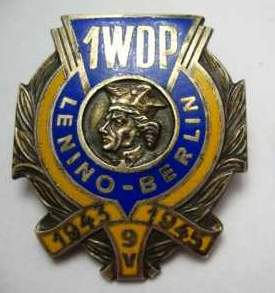
Insigne divisionnaire.

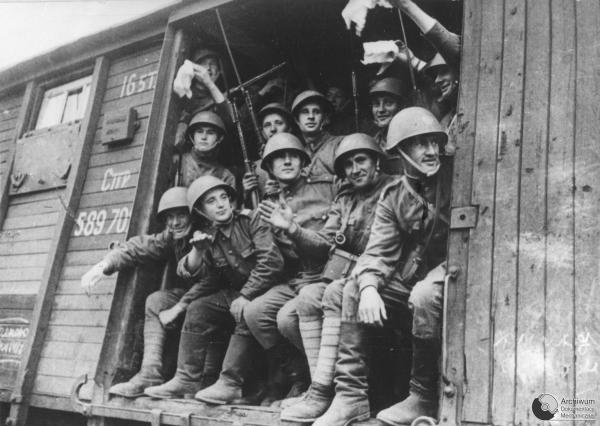
Troupes de la 1re division polonaise en 1943.

La 1re division d'infanterie « Tadeusz Kościuszko » (polonais : 1 Polska Dywizja Piechoty im. Tadeusza Kościuszki) est une division d'infanterie des forces armées polonaises créée en 1943 et nommée en l'honneur du révolutionnaire polonais et américain Tadeusz Kościuszko. Formée en Union soviétique, il s'agit de la première division de la première armée et dans ce qui deviendra plus tard les forces armées polonaises d'après-guerre (Ludowe Wojsko Polskie) après l'invasion de la Pologne en 1939 et la défaite de l'Allemagne nazie en 1945. Elle est considérée comme faisant partie des forces armées polonaises de l'Est.